# 回想のビュイック8
『回想のビュイック8』（From a Buick 8）は、スティーヴン・キングによる長編小説。原書は2002年に刊行。
警察署に保管されたクラシックカー「ビュイック8」にまつわる不可解な現象と、それを取り巻く人々の心の模様を描く。

## ストーリー
ペンシルベニア州警察の巡査カート・ウィルコックスが勤務中の交通事故で死亡した。カートの息子ネッドは、父の勤務先だったD分署へ頻繁に出入りするようになる。ある日、署の脇にある倉庫に保管されている美しいビュイック8に気付いたネッドは、父の上司でもあった現在の分署長サンディ・ディアボーン他の署のメンバーに、この車の来歴を訊ねる。初めは渋っていたもののネッドの熱意にほだされた署長たちは、ビュイックの不気味な歴史を語り始める。

## 出版
日本においては2005年8月に新潮文庫から白石朗の翻訳にて出版されている。
- 回想のビュイック8 上巻 ISBN 978-4102193372
- 回想のビュイック8 下巻 ISBN 978-4102193389